# Kun en 2-øre
Kun en 2-øre er en dokumentarfilm instrueret af Ib Dam efter manuskript af Albert Mertz.

## Handling
Hvad kan man få for en to-øre? Filmen besvarer spørgsmålet med at vise nogle smukke billeder fra julemærkehjemmene, som er bygget og opretholdes ved salget af julemærkerne, der sælges for to øre stykket. 7 julemærkehjem og 1800 små rekonvalescenter årlig er tal, der fortæller, hvad en to-øre, der er givet rigtigt ud, er værd.